# Crims a Barcelona. Nenes robades
Crims a Barcelona. Nenes robades (títol original en alemany, Der Barcelona-Krimi: Entführte Mädchen) és un telefilm alemany del 2020 de temàtica policíaca dirigida per Isabell Šuba. És la tercera entrega a la sèrie de pel·lícules de ficció criminal de l'ARD Crims a Barcelona amb Clemens Schick i Anne Schäfer en els papers principals. La primera emissió va tenir lloc el 21 de maig de 2020 com a part de la franja dels dijous en hora de màxima audiència al canal Das Erste dedicada a la ficció criminal. S'ha doblat i subtitulat al català per a TV3, que va emetre'l el 13 d'abril de 2025.

## Sinopsi
Els Mossos d'Esquadra enxampen una adolescent a punt de robar una moto i la porten a comissaria. La noia està tan traumatitzada que no pot parlar. Les investigacions d'en Xavi Bonet i la Fina Valent els porten a descobrir que la "Lluïsa", com l'anomenen, ha estat tancada i lligada dins una nevera vella amagada en un edifici abandonat. Quan els mossos troben els ossos cremats de dues adolescents més, sospiten del dermatòleg Carles Salgado, condemnat deu anys enrere per corrupció de menors, perquè totes aquestes víctimes havien passat pel seu consultori. Però en Xavi i la Fina també descobriran que la dona de fer feines tenia accés al bòtox del metge.

## Producció
El rodatge del film va allargar-se del 16 d'octubre al 16 de novembre de 2018 i va tenir lloc a Barcelona.